# قبادلی
قبادلی (بالأذرية: Qubadlı) هي بلدة ومركز مقاطعة قبادلي، في أذربيجان. احتلت أرمينيا مدينة قوبادلي المتاخمة لحدودها مع إقليم قاراباغ الأذربيجاني نهاية أغسطس 1993.
ومنذ 27 سبتمبر الماضي يواصل الجيش الأذربيجاني عملياتها لتحرير إقليم قاراباغ المحتل. وكانت أذربيجان أطلقت هجوما مضادا في الإقليم إثر قصف للمحتل الأرميني على مناطقها المدنية.
وقد حررت القوات المسلحة الأذربيجانية مدينة قوبادلي لأذربيجان من احتلال أرمنيا في 25 اكتوبرا عام 2020. أعلن رئيس أذربيجان إلهام علييف عن تحرير مدينة قوبادلي.